# Otto L. Schmidt-Leda
Otto Ludwig Schmidt-Leda (* 25. März 1852 in Altona; † 12. Mai 1907 in München) war ein deutscher Diplomat.

## Leben
1881 war Schmidt-Leda Unterstaatssekretär in der Orientabteilung im Auswärtigen Amt in Berlin. 1884 war er Konsul des Deutschen Reichs in Kairo. Von 1884 bis 1885 führte Schmidt-Leda mit Wilhelm von Bismarck Protokoll bei der Kongokonferenz in Berlin. Er wird in Veröffentlichungen deshalb als Chef des Protokolls oder Präsident der Berlinkonferenz bezeichnet.
Von 1885 bis 1886 war Schmidt-Leda Vertreter des Deutschen Reichs bei der Zanzibar Delimitation Commission. Bei dieser Grenzkommission waren die Interessen der Unternehmen des Deutschen Reichs Zollfreiheit und Mitbenutzung des Hafens von Daressalam. Für die Besitzungen des Sultans von Sansibar Barghasch ibn Said wurden Grenzen vereinbart. Die weiteren Akteure der Kommission waren Herbert Kitchener, 1. Earl Kitchener of Khartoum und für Frankreich Patrimonio, der Generalkonsul in Beirut. Der Abschlussbericht der Grenzkommission wurde am 6. Juni 1886 vorgelegt. Ein Ergebnis der Grenzkommission war der Vertrag zwischen Deutschland und England über die Kolonien und Helgoland.
Von 1892 bis 1894 war Schmidt-Leda Generalkonsul in Yokohama. In der Folge beriet Schmidt-Leda Siemens beim Straßenbahn-Projekt für Tokio.
Von 1889 bis 1895 war Schmidt-Leda Kaiserlich Deutscher General-Consul in Apia. Anlässlich eines Besuchs von Andrew Dickson White bei Wilhelm II. (Deutsches Reich) wurde darüber berichtet, dass Schmidt-Leda als Kommissar für Samoa im Gespräch war.
1899 vertrat Schmidt-Leda die Interessen der Investoren aus dem Deutschen Reich in Venezuela und war bei der Regierung Ignacio Andrade in Caracas akkreditiert. In Venezuela hatten die Norddeutsche Bank und die Disconto-Gesellschaft 1895 in die Große Venezuela-Eisenbahn Gesellschaft investiert und dominierten entsprechend die auswärtige Politik des Deutschen Reichs.
Das Schulschiff Nixe erreichte den Hafen von Caracas, als sich Cipriano Castro bereits als Präsident durchgesetzt hatte. Vorher hatte das Außenministerium des Deutschen Reichs bei US-amerikanischen Kriegsschiffen um Schutz für Staatsbürger des Deutschen Reichs gebeten.
Die Regierung von Venezuela hatte für den Bau der Eisenbahnstrecken Kredite aufgenommen. Castro wurden weitere Kredite gewährt, womit er in den Krieg der Tausend Tage in Kolumbien mit Waffen von Mauser, Krupp und der Hamburger Waffenfirma Kugelmann intervenierte.

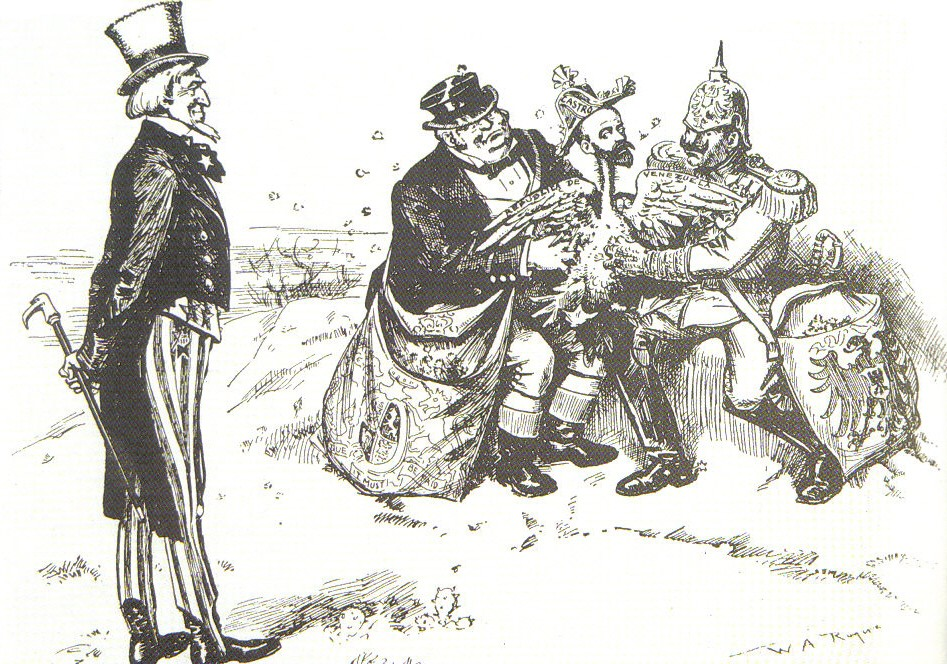
Karikatur Der Präsident Cipriano Castro von Venezuela und die Interessen der Imperien des Britischen Weltreichs und des Deutschen Reichs, veröffentlicht im New York Herald, Januar 1903

Im Januar 1901 dekretierte Castro, dass alle ausländischen Forderungen, die vor seiner Machtergreifung im Oktober 1899 entstanden sind, annulliert wurden. Zwischenzeitlich anerkannte Forderungen seien durch öffentliche Schuldverschreibungen abgegolten und der Gerichtsstand auch für ausländische Schuldverschreibungen sei Venezuela.
Über den Jahreswechsel 1901/1902 war Schmidt-Leda im Deutschen Reich. Vom Geschäftsträger in Caracas von Pilgrim-Baltazzi wurde nicht erwartet, dass er vor der Rückkehr von Schmidt-Leda bei der venezolanischen Regierung ausstehende Titel eintreibe.

## Blockade Venezuelas
Nachträglich dekretierte Wilhelm II. (Deutsches Reich) den Kriegszustand:

„Ich bestimme:
1. . Die Blockade, welche in der Zeit vom 20. Dezember 1902 bis zum 21. Februar 1903 gegen Venezuela stattgefunden hat, gilt ... als ein Feldzug.
2. . Für die Betheiligung an der Blockade, sofern sie mindestens einen Monat betragen hat, ist den zur Besatzung ... gehörenden offizieren, Beamten und Mannschaften ein Kriegsjahr - und zwar das Jahr 1903 - anzurechnen.2“

Mitte Februar 1902 erklärte Präsident Castro, Schmidt-Leda zur Persona non grata, weshalb er nicht mehr nach Caracas zurückkehrte.
1903 riefen die Regierungen des Deutschen Reichs, des Italienischen Königreichs und des Vereinigten Königreichs den ständigen Schiedshof in Den Haag an, es möge darüber beschließen, ob sie bevorzugte Vollstreckungstitel gegen die Regierung von Venezuela hätten und in welcher Weise diese zu befriedigen seien. Am 10. Mai und am 30. Mai 1900 gab es einen Briefwechsel zwischen Raimundo Andueza Palacio und Schmidt-Leda, der als Beweismittel Eingang in diese Schiedsverfahren fand.